# Elygea chalcogramma
Elygea chalcogramma är en fjärilsart som beskrevs av Walker 1865. Elygea chalcogramma ingår i släktet Elygea och familjen nattflyn. Inga underarter finns listade i Catalogue of Life.